# André-Charles Armeilla

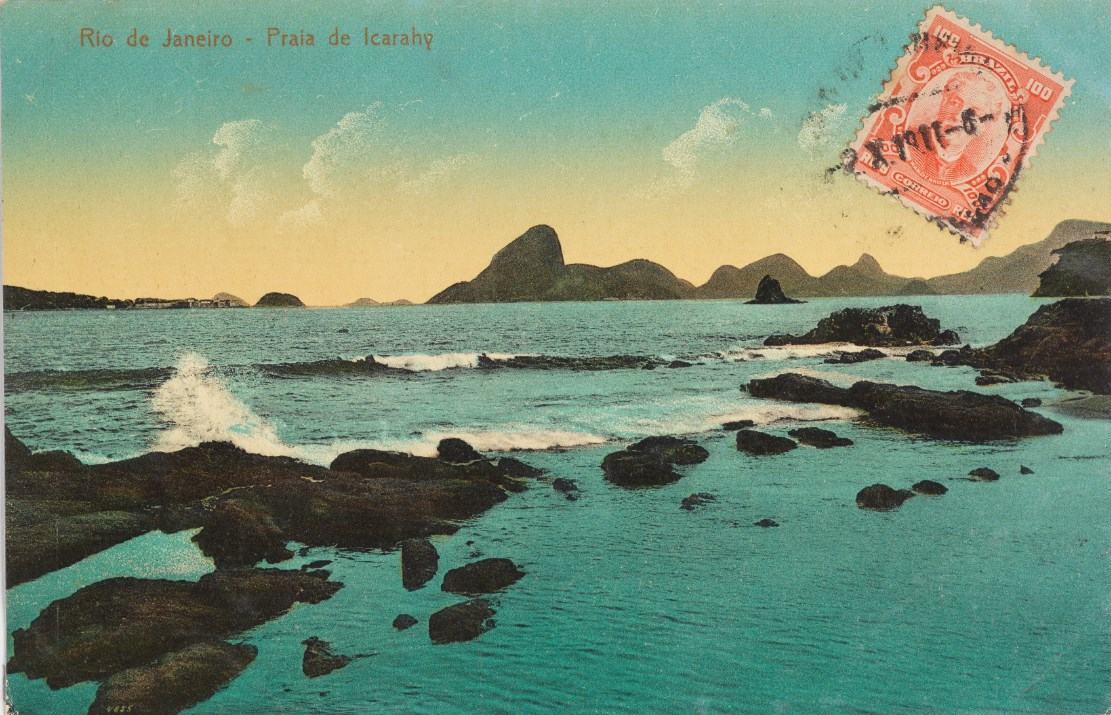
Cartão postal circulado em 1911. A partir de fotografia de André-Charles Armeilla.

André-Charles Armeilla (França, ? - Rio de Janeiro, 15 de maio de 1913) foi um fotógrafo francês que chegou ao Rio de Janeiro por volta de 1903, onde ganhou a vida vendendo suas fotos da cidade e arredores para revistas, livros e cartões postais. Na última década do século XIX até 1902, havia trabalhado como fotógrafo em Montevidéu. Sobre a sua vida antes de chegar ao continente americano pouco se sabe. Segundo Pedro Corrêa do Lago:
"O Armeilla é o elo entre o Ferrez e o Malta, com qualidades que nenhum dos dois tinha. [...] Ele não se contenta em tirar foto do mesmo ângulo que todo mundo tirava, e é um mestre dos volumes. Ele brinca com os morros, a vegetação, as ondas e a espuma do mar, com as nuvens… Tudo isso são formas que ele harmoniza com maestria extraordinária."